# Austinburg Township
Austinburg Township ist eines von 27 Townships des Ashtabula Countys im US-Bundesstaat Ohio. Nach der Volkszählung im Jahr 2020 waren hier 2240 Einwohner registriert.

## Geografie
Austinburg Township liegt im Nordwesten des Ashtabula Countys im äußersten Nordosten von Ohio und grenzt im Uhrzeigersinn an die Townships: Saybrook Township, Plymouth Township, Jefferson Township, Lenox Township, Morgan Township, Trumbull Township, Harpersfield Township und Geneva Township.

## Verwaltung
Das Township wird durch ein Board of Trustees, bestehend aus drei gewählten Mitgliedern, verwaltet. Zwei Personen werden jeweils im Jahr nach der Präsidentschaftswahl gewählt und eine jeweils im Jahr davor. Die Amtszeit dauert in der Regel vier Jahre und beginnt jeweils am 1. Januar. Daneben gibt es noch einen Township Clerk (Schriftführer), der ebenfalls im Jahr vor der Präsidentschaftswahl auf eine vierjährige Amtszeit gewählt wird. Dessen Amtszeit beginnt jeweils am 1. April.

## Persönlichkeiten
- James Montgomery (1814–1871), Freischar-Anführer und Unionsarmee-Kommandierender